# Даррен Гелм
Даррен Гелм (англ. Darren Helm, нар. 21 січня 1987, Вінніпег) — канадський хокеїст, центральний нападник, крайній нападник клубу НХЛ «Детройт Ред-Вінгс». Гравець збірної команди Канади.
Володар Кубка Стенлі.

## Ігрова кар'єра

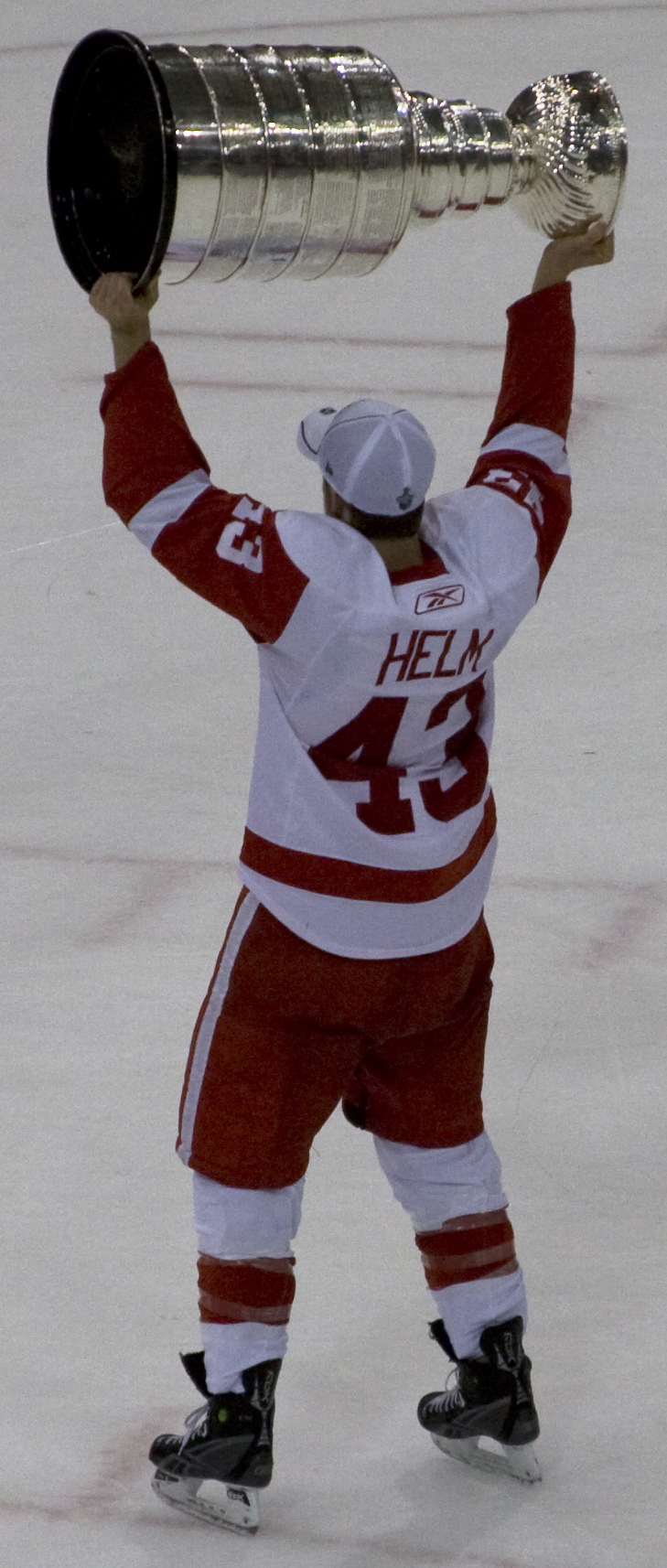
Гелм з Кубком Стенлі в 2008 році.

Хокейну кар'єру розпочав 2003 року виступами за юніорську команду «Селкірк Стілерс» (МЮХЛ). У сезоні 2004/05 перейшов до клубу «Медисин-Гат Тайгерс» (ЗХЛ). 
2005 року був обраний на драфті НХЛ під 132-м загальним номером командою «Детройт Ред-Вінгс».
У сезоні 2007/08 дебютує на професійному рівні, на початку сезону виступає за «Гранд Репідс Гріффінс» (АХЛ), а 5 березня 2008 дебютує і в НХЛ у складі «Детройт Ред-Вінгс». У складі «червоних крил» відіграв 18 матчів плей-оф.
У регулярному сезону 2008/09 Даррен відіграв лише 16 матчів та повністю відіграв етап плей-оф Кубка Стенлі, відзначився чотирма голами та однією результативною передачею.
Сезон 2009/10 став першим повноцінним для Гелма в складі «Ред-Вінгс». 1 січня 2009 у матчі проти «Колорадо Аваланч» Даррен відзначився дублем. Після завершення сезону Гелм уклав новий дворічний контракт на суму $ 1,825 мільйонів доларів США.
У сезоні 2010/11 Даррен поступово наближається до провідної ланки клубу та отримує репутацію одного з найпотужніших гравців ліги нападу який не цурається захисних функцій, а також одного з найшвидших гравців.
19 червня 2012 Гелм підписує новий чотирирічний контракт на суму $ 8,5 мільйонів доларів.
29 березня 2014 Гелм записав свій перший хет-трик у кар'єрі в матчі проти «Торонто Мейпл Ліфс».
1 липня 2016 Даррен Хелм підписує новий п'ятирічний контракт на суму $ 19,25 мільйонів доларів.

## Збірна
Був гравцем молодіжної збірної Канади, у складі якої брав участь у 5 іграх.

## Нагороди та досягнення
- Чемпіон світу серед молодіжних збірних — 2007.
- Володар Кубка Еда Чайновета в складі «Медисин-Гат Тайгерс»» — 2007.
- Володар Кубка Стенлі в складі «Детройт Ред-Вінгс» — 2008.

## Статистика

### Клубні виступи
| Сезон        | Клуб                    | Ліга         | Регулярний сезон | Регулярний сезон | Регулярний сезон | Регулярний сезон | Регулярний сезон | Плей-оф | Плей-оф | Плей-оф | Плей-оф | Плей-оф |
| Сезон        | Клуб                    | Ліга         | І                | Г                | П                | О                | ШХ               | І       | Г       | П       | О       | ШХ      |
| ------------ | ----------------------- | ------------ | ---------------- | ---------------- | ---------------- | ---------------- | ---------------- | ------- | ------- | ------- | ------- | ------- |
| 2003–04      | «Селкірк Стілерс»       | МЮХЛ         | 6                | 0                | 3                | 3                | 0                | —       | —       | —       | —       | —       |
| 2004–05      | «Медисин-Гат Тайгерс»   | ЗХЛ          | 72               | 10               | 14               | 24               | 27               | 13      | 2       | 6       | 8       | 10      |
| 2005–06      | «Медисин-Гат Тайгерс»   | ЗХЛ          | 70               | 41               | 38               | 79               | 37               | 13      | 5       | 4       | 9       | 2       |
| 2006–07      | «Медисин-Гат Тайгерс»   | ЗХЛ          | 59               | 25               | 39               | 64               | 53               | 23      | 10      | 12      | 22      | 14      |
| 2007–08      | «Гранд Репідс Гріффінс» | АХЛ          | 67               | 16               | 15               | 31               | 30               | —       | —       | —       | —       | —       |
| 2007–08      | «Детройт Ред-Вінгс»     | НХЛ          | 7                | 0                | 0                | 0                | 2                | 18      | 2       | 2       | 4       | 2       |
| 2008–09      | «Гранд Репідс Гріффінс» | АХЛ          | 55               | 13               | 24               | 37               | 24               | —       | —       | —       | —       | —       |
| 2008–09      | «Детройт Ред-Вінгс»     | НХЛ          | 16               | 0                | 1                | 1                | 4                | 23      | 4       | 1       | 5       | 4       |
| 2009–10      | «Детройт Ред-Вінгс»     | НХЛ          | 75               | 11               | 13               | 24               | 18               | 12      | 1       | 0       | 1       | 4       |
| 2010–11      | «Детройт Ред-Вінгс»     | НХЛ          | 82               | 12               | 20               | 32               | 16               | 11      | 3       | 3       | 6       | 8       |
| 2011–12      | «Детройт Ред-Вінгс»     | НХЛ          | 68               | 9                | 17               | 26               | 12               | 1       | 0       | 0       | 0       | 0       |
| 2012–13      | «Детройт Ред-Вінгс»     | НХЛ          | 1                | 0                | 0                | 0                | 2                | —       | —       | —       | —       | —       |
| 2013–14      | «Гранд Репідс Гріффінс» | АХЛ          | 2                | 0                | 0                | 0                | 0                | —       | —       | —       | —       | —       |
| 2013–14      | «Детройт Ред-Вінгс»     | НХЛ          | 42               | 12               | 8                | 20               | 14               | 5       | 0       | 1       | 1       | 0       |
| 2014–15      | «Детройт Ред-Вінгс»     | НХЛ          | 75               | 15               | 18               | 33               | 12               | 7       | 0       | 3       | 3       | 4       |
| 2015–16      | «Детройт Ред-Вінгс»     | НХЛ          | 77               | 13               | 13               | 26               | 32               | 5       | 1       | 0       | 1       | 6       |
| 2016–17      | «Детройт Ред-Вінгс»     | НХЛ          | 50               | 8                | 9                | 17               | 20               | —       | —       | —       | —       | —       |
| Усього в НХЛ | Усього в НХЛ            | Усього в НХЛ | 493              | 80               | 99               | 179              | 132              | 82      | 11      | 10      | 21      | 28      |

### Збірна
| Рік              | Команда          | Турнір           | Місце            | І | Г | П | О | ШХ |
| ---------------- | ---------------- | ---------------- | ---------------- | - | - | - | - | -- |
| 2007             | Канада           | МЧС              | 1                | 5 | 2 | 0 | 2 | 6  |
| Молодіжна збірна | Молодіжна збірна | Молодіжна збірна | Молодіжна збірна | 5 | 2 | 0 | 2 | 6  |